# Serra de l'Illa
La Serra de l'Illa és una serra situada als municipis de Cistella i Vilanant a la comarca de l'Alt Empordà, amb una elevació màxima de 213 metres.